# Daniel Müller (giocatore di curling)
Daniel Müller (29 maggio 1965) è un giocatore di curling svizzero.

## Biografia
Partecipò all'età di 32 anni ai XVIII Giochi olimpici invernali edizione disputata a Nagano (Giappone) nel 1998, riuscendo ad ottenere la medaglia d'oro nella squadra svizzera con i connazionali Patrik Lörtscher, Patrick Hürlimann, Diego Perren e Dominic Andres.
Nell'edizione la nazionale canadese ottenne la medaglia d'argento, la norvegese quella di bronzo.